# Франке, Детлеф
Детлеф Франке (24 ноября 1952, Люнебург – 2 сентября 2007) немецкий египтолог, специалист по Среднему царству.

## Биография
Детлеф Франке защитил докторскую диссертацию в Гамбургском университете в 1983 году, название диссертации "Древнеегипетское царство в период Среднего царства" (нем. Altägyptische Verwandtschaftsbezeichnungen im Mittleren Reich). Затем он получил высшую академическую квалификацию в университете Гейдельберга в 1994 году с диссертацией "На святилище Хекаиба на Элефантине. История провинциального святилища в Среднем царстве." (нем. Das Heiligtum des Heqaib auf Elephantine. Geschichte eines Provinzheiligtums im Mittleren Reich). Впоследствии он преподавал в этом университете до своей смерти. На протяжении всей своей карьеры Детлеф Франке исследовал в основном Среднее царство Древнего Египта. Его последним проектом стало создание каталога стел Среднего царства, размещенного в Британском музее.

## Труды
- Altägyptische Verwandtschaftsbezeichnungen im Mittleren Reich (= Hamburger ägyptologische Studien. H. 3). Borg, Hamburg 1983, ISBN 3-921598-13-3 (University of Hamburg, thesis dissertation, 1983).
- Personendaten aus dem Mittleren Reich. (20.–16. Jahrhundert v. Chr.). Dossiers 1–796 (= Ägyptologische Abhandlungen. vol. 41). Otto Harrrassowitz, Wiesbaden 1984, ISBN 3-447-02484-4.
- Zur Chronologie des Mittleren Reiches (12.-18. Dynastie) Teil 1 : Die 12. Dynastie, in Orientalia 57 (1988)
- Zur Chronologie des Mittleren Reiches. Teil II: Die sogenannte Zweite Zwischenzeit Altägyptens, in Orientalia 57 (1988)
- Das Heiligtum des Heqaib auf Elephantine. Geschichte eines Provinzheiligtums im Mittleren Reich (= Studien zur Archäologie und Geschichte Altägyptens. vol. 9). Heidelberger Orientverlag, Heidelberg 1994, ISBN 3-927552-17-8 (University of Heidelberg, habilitation dissertation, 1991).
- Theben und Memphis – Metropolen in Ägypten. In: Michael Jansen, Bernd Roeck (Hg): Entstehung und Entwicklung von Metropolen (= Veröffentlichungen der Interdisziplinären Arbeitsgruppe Stadtkulturforschung. (VIAS) vol. 4). 2002, (PDF document available online).
- With Marcel Marée (as editor): Egyptian Stelae in the British Museum from the 13th-17th Dynasties: Fascicule I: Descriptions v. I, London 2013, ISBN 978-0714119878